# Richia manethusa
Richia manethusa är en fjärilsart som beskrevs av Druce 1889. Richia manethusa ingår i släktet Richia och familjen nattflyn. Inga underarter finns listade.